# ان‌جی‌سی ۳۲۶
ان‌جی‌سی ۳۲۶ (انگلیسی: NGC 326) نام یک کهکشان در صورت فلکی ماهی است.